# Дрязгинский сельсовет
Дрязгинский сельсове́т — сельское поселение в Усманском районе Липецкой области. 
Административный центр — железнодорожная станция Дрязги.

## История
В соответствии с законами Липецкой области №114-оз от 02.07.2004 и №126-оз от 23.09.2004 сельсовет наделён статусом сельского поселения, установлены границы муниципального образования.

## Население
| 2010  | 2012  | 2013  | 2014  | 2015  | 2016  | 2017  |
| ----- | ----- | ----- | ----- | ----- | ----- | ----- |
| 2004  | ↘1972 | ↘1968 | ↘1950 | ↗1962 | ↗1981 | ↗2024 |
| 2018  | 2021  |       |       |       |       |       |
| ↗2039 | ↘1999 |       |       |       |       |       |

## Состав сельского поселения
| № | Населённый пункт | Тип населённого пункта                          | Население |
| - | ---------------- | ----------------------------------------------- | --------- |
| 1 | Дрязги           | железнодорожная станция, административный центр | →1647     |
| 2 | Московка         | село                                            | →332      |
| 3 | Чернечки         | деревня                                         | →25       |

## Местное самоуправление
- Тонких Алексей Васильевич
- Павлова Надежда Евгеньевна